# 戸田博之 (実業家)
戸田 博之（とだ ひろゆき、1936年1月23日 - 2009年6月29日）は、日本の実業家。

## 経歴
東京都出身。
1959年に早稲田大学法学部を卒業し、同年に国土計画に入社。1973年11月に西武鉄道に転職し、西武商事取締役、西武不動産取締役、西武ライオンズ球団社長、西武バス社長、西武ハイヤー社長などを歴任した。
1992年6月に西武鉄道専務に就任し、1996年6月から社長に就任。2004年に総会屋事件による責任を取る形で社長を辞任し、取締役に降格した。1998年11月に藍綬褒章を受章した。
2009年6月29日、肺炎で死去。73歳没。